# Philydor erythrocercum
Philydor erythrocercum е вид птица от семейство Furnariidae.

## Разпространение
Видът е разпространен в Боливия, Бразилия, Гвиана, Еквадор, Колумбия, Перу, Суринам и Френска Гвиана.